# Dr. Charada
Dr. Charada é uma banda brasileira de rock/manguebeat formada em 1997 na cidade de Maceió, capital do estado de Alagoas, com influências do movimento Manguebeat, rock dos anos 70 e 90 além de elementos da música eletrônica e música regional/folclórica nordestina que ficou conhecida na cena Manguebeat brasileira. O jornal Gazeta de Alagoas destaca que nos anos 90 e 2000 a banda colecionou um seleto de fãs em Alagoas e em todo Brasil.

## História
O Dr. Charada foi formado pelo vocalista Otávio TJ (Otávio Galindo, veterano do rock alagoano na banda Expresso da Meia-Noite) e pelo percussionista/letrista/vocalista Abel Cajuína (Abel Cordeiro, outro veterano com a banda The Walters) quando buscavam músicos para dar eco ao movimento mangue beat e a vanguarda artística musical, valorizando elementos nordestinos na descoberta de valores estéticos próprios.
Chamaram Cacau Caçula (Cassius, irmão de Abel Cajuína), o baterista Beto e alguns membros da percussão da banda Afro-Mandela e partiram para o primeiro ensaio. A percussão da Afro-Mandela não seguiu a diante com o Dr. Charada, que teve seu primeiro show no Baba Som, bar que foi um importante palco da cena musical independente alagoana nos anos 90/2000. Daí em diante a banda se tornou muito popular na cena de rock alagoana dos anos 90, tocando nos principais eventos da capital do estado.
O Repertório, que era basicamente de covers de Chico Science e Nação Zumbi, foi cedendo espaço para composições próprias que se tornaram ícones da cena independente alagoana como “Raio de Sol vs. o Capêta”, que completavam o CD Demo demo “À 450 Tb/seg” lançado em 1998 e “Povo Gigante”, que viria compor o primeiro CD da banda.
Depois de algumas mudanças de membros, a banda teve sua formação mais estável com: Otávio TJ (Vocal e Sintetizador/sequenciador), Abel Cajuína (Vocal/letras/alfaias), Eduardo Ossucco (Eduardo Viana, contrabaixo e backing vocal, ex-Adviser e ex-MAD), Dudui (Rivaldo Souza, guitarra, ex-Banda Raízes), Theo Oliveira (bateria, ex-Bola de Barro), Cacau Caçula (alfaia), Tido (Aristides, percussão e efeitos), Cacá Muganga (Carlos Eduardo, percussão e efeitos) e Luciano “Rasta” Brandão (percussão).
Fizeram shows pelo Nordeste e em São Paulo ao lado de nomes como Nação ZumbiNação Zumbi, Otto, Mundo Livre S/A, Sheik Tosado, Alceu Valença, Lulu Santos, Lenine, Capital Inicial, Eddie, Natiruts (na época, Nativus) dentre outras, além das bandas da cena local.
Em 2000 venceram o concurso Rock 2000, promovido pela MTV Brasil o que os levou à tocar no “Festival de verão de Salvador 2001”, ao lado de MV Bill e Pavilhão 9.
Em 2003, com essa formação, o Dr. Charada Gravou “Filho do Trovão”, seu primeiro disco, mas não laçou. Colocando apenas 2 músicas na coletânea “Quintal”. Pouco tempo depois, em 2005, a música “A triste morte do Riacho Salgadinho” pré-mixada pelo guitarrista Dudui foi a vencedora do concurso nacional “Voz das bandas” realizado pela operadora de telefonia Oi, o que levaria o Dr. Charada a negociar com a Seven Music (selo de rock da Universal Music) a mixagem e lançamento do CD já gravado.
Mas, logo depois Dudui e Tido saem da banda, o guitarrista Sidney Jaires assume o posto, e depois de alguns shows a banda resolveu encerrar suas atividades antes de mixar o material do primeiro álbum. Uma pré-mixagem Intitulada “Filho do Trovão”, com todas as músicas gravas pela banda foi disponibilizada em formato digital na internet.
Em 2014 a banda retomou suas atividades e, junto com Lenine e Máclein, fez um grande show de encerramento do Festival de Verão de Maceió, com o produtor Pedro Ivo Elzébio no teclado e efeitos e com o baixista Thiago Franja, substituindo Edu Ossucco, além de Aldo Jones substituindo Sidney Jaires na Guitarra.  
Atualmente a banda está inativa. Mas nunca foi dado oficialmente um ponto final.

## O som da banda
Ufologia, tecnologia, rock, funk, drum’n’bass e elementos regionais nordestinos se fundem nas letras e na sonoridade do Dr. Charada. A pegada Manguebeat anda lado a lado com influências de bandas de rock dos anos 70 como Led Zeppelin e Grand Funk Railroad e dos anos 90 como o Rage Against the Machine e Asian Dub Foundation.
A formação tida como clássica da banda era com Otávio TJ (Vocal e programação), Abel Cajuína (Vocal/letras/alfaias), Edu Ossucco (baixo e backing vocal), Dudui (guitarra), Théo Brown (bateria), Cacau Caçula (alfaia), Cacá Muganga (percussão e efeitos) e Luciano “Rasta” Brandão (percussão).
Foi essa formação que definiu coletivamente o som que a banda apresentava nos palcos e nas gravações.

## A cena de rock independente alagoana nos anos 90/2000
A segunda metade da década de 90 e a década seguinte foram bem prolíferas para o rock alagoano, que contava com bandas de qualidade como AVOID, XIQUE BARATINHO, MOPHO, ÔXE, LIVING IN THE SHIT, DREAD REAZOR, ADVISER, MENTAL PROBLEMS, MAD, FULANO DE TAL, POEIRA NORDESTINA, SONIC JR, DONA MARIA, ARCANJO, BOLA DE BARRO, MISANTROPIA, 70th BLIGHT, NÉCTAR E AMBROSIA, DIÁRIO DE BORDO, SANTO SAMBA, SINSINHOR, SIFRÃO dentre outras. Muitas ainda estão na Ativa.
Como acontecia no movimento Mague Beat, em Pernambuco, as bandas alagoanas mantinham uma relação de cooperação mútua, independente do estilo de rock e era comum a troca de membros, provisória ou definitiva, entre elas. Sempre que possível estavam várias delas juntas em shows pela cidade ou pelo Nordeste, inclusive com bandas de reggae como a Vibrações Rasta, de Rap como Vitor Pirralho e Unidade e MPB como o Wado, Júnior Almeida, Máclein e Eliezer Setton.

## Discografia
- À 450 TB/s (CD Demo) (2001)
- Filho do Trovão (2004)
- Quintal (Coletânea de várias bandas alagoanas) (2004)